# Виборчий округ 138
Виборчий округ 138 — виборчий округ в Одеській області. В сучасному вигляді був утворений 28 квітня 2012 постановою ЦВК №82 (до цього моменту існувала інша система виборчих округів). Окружна виборча комісія цього округу розташовується в будівлі Ширяївської районної ради за адресою смт. Ширяєве, вул. Грушевського, 104.
До складу округу входять Ананьївський, Березівський, Іванівський, Любашівський, Миколаївський, Ширяївський райони, частина Лиманського району (окрім території прилеглої до узбережжя Чорного моря на схід від міста Южне та території прилеглої до Куяльницького лиману). Виборчий округ 138 межує з округом 139 на півдні, на південному заході і на заході, з округом 137 на північному заході, з округом 132 на північному сході, з округом 131 на сході та обмежений узбережжям Чорного моря на південному сході. Виборчий округ №138 складається з виборчих дільниць під номерами 510001-510032, 510118, 510120-510132, 510134-510167, 510345-510379, 510473-510498, 510521-510522, 510611-510653, 510655-510663, 510665-510671, 510913-510916, 510918-510944, 511435-511436 та 511438-511441.

## Народні депутати від округу
| Ім'я                           | Фото | Партія          | Скликання | Дата набуття повноважень | Дата припинення повноважень |
| ------------------------------ | ---- | --------------- | --------- | ------------------------ | --------------------------- |
| Фурсін Іван Геннадійович       |      | Партія регіонів | 7-ме      | 12 грудня 2012           | 27 листопада 2014           |
| Фурсін Іван Геннадійович       |      | самовисуванець  | 8-ме      | 27 листопада 2014        | 29 серпня 2019              |
| Чернявський Степан Миколайович |      | Слуга народу    | 9-те      | 29 серпня 2019           |                             |

## Результати виборів

### Парламентські

#### 2019
Кандидати-мажоритарники:
- Чернявський Степан Миколайович (Слуга народу)
- Полюганіч Ольга Василівна (Батьківщина)
- Хачатрян Князь Аршалуйсович (Опозиційна платформа — За життя)
- Фурсін Іван Геннадійович (самовисування)
- Новак Віктор Анатолійович (Опозиційний блок)
- Токовенко Георгій Вікторович (Європейська Солідарність)
- Сєдов Володимир Олексійович (Радикальна партія)
- Шлапак Андрій Васильович (Соціальна справедливість)

#### 2014
Кандидати-мажоритарники:
- Фурсін Іван Геннадійович (самовисування)
- Учитель Ігор Леонідович (Блок Петра Порошенка)
- Прокопечко Людмила Ярославівна (самовисування)
- Войтович Олександр Віталійович (Народний фронт)
- Задорожнюк Василь Миколайович (Батьківщина)
- Хачатрян Князь Аршалуйсович (самовисування)
- Шлапак Алла Василівна (самовисування)
- Кондратюк Валерій Сергійович (Сильна Україна)
- Таран Олег Васильович (Комуністична партія України)
- Заботкін Микола Олександрович (самовисування)
- Золотарьова Олена Євгенівна (самовисування)
- Савченко Олександр Валерійович (Блок лівих сил України)
- Крижановська Ганна Вікторівна (самовисування)
- Туріца Володимир Васильович (самовисування)

#### 2012
Кандидати-мажоритарники:
- Фурсін Іван Геннадійович (Партія регіонів)
- Задорожнюк Василь Миколайович (Батьківщина)
- Кісловський Андрій В'ячеславович (Комуністична партія України)
- Тімонін Олександр Олександрович (УДАР)
- Заботкін Микола Олександрович (самовисування)
- Ніколайчук Юрій Володимирович (самовисування)

## Явка
Явка виборців на окрузі: